# Kąty Wrocławskie (gmina)
Kąty Wrocławskie est une gmina mixte du powiat de Wrocław, Basse-Silésie, dans le sud-ouest de la Pologne. Son siège est la ville de Kąty Wrocławskie, qui se situe environ 22 km au sud-ouest de la capitale régionale Wrocław.
La gmina couvre une superficie de 176,5 km2 pour une population de 17 737 habitants.

## Géographie
La gmina est bordée par la ville de Wrocław et les gminy de Kobierzyce, Kostomłoty, Miękinia, Mietków et Sobótka.